# Marek Czapliński
Marek Czapliński (ur. 31 grudnia 1940 w Krakowie) – polski historyk, prof. dr hab., pracownik Uniwersytetu Wrocławskiego i Państwowej Wyższej Szkoły Zawodowej w Nysie.

## Życiorys
Jest synem profesora Władysława Czaplińskiego. Absolwent V Liceum Ogólnokształcącgo we Wrocławiu W latach 1958–1963 studiował historię na Wydziale Filozoficzno-Historycznym Uniwersytetu Wrocławskiego. Ważniejsze obszary jego zainteresowań to historia niemieckiego kolonializmu, historia niemieckiej propagandy morskiej, dzieje biurokracji niemieckiej, mentalność w XIX w., życie codzienne XIX w., historia prasy, dzieje Śląska w XIX - XX w. (ruchu polskiego, miast śląskich, Uniwersytetu Wrocławskiego). Jest członkiem rad naukowych:
- Rady Naukowej Centrum Badań Historycznych PAN w Berlinie,
- Rady Naukowej "Przeglądu Historycznego" w Warszawie

W latach 1990–1996 był dziekanem Wydziału Nauk Historycznych i Pedagogicznych Uniwersytetu Wrocławskiego, wcześniej był prodziekanem. Poza tym był wicedyrektorem Instytutu Historycznego. Obecnie pełni funkcję kierownika Zakładu Historii Śląska. Członek Collegium Invisibile. W 1993 r. uzyskał tytuł profesora nauk humanistycznych.

## Wybrane publikacje
- Adam Napieralski 1861-1928. Biografia polityczna, Wrocław 1974 - praca doktorska
- Biurokracja niemieckiego imperium kolonialnego. Charakterystyka urzędników kolonialnych, Wrocław 1985 - praca habilitacyjna
- Niemiecka polityka kolonialna, Poznań 1992.
- Historia Śląska, Wrocław 2002 (redaktor i współautor).